# Apocalisse di Pietro (greca)
L'Apocalisse di Pietro è un'apocalisse composta in greco ellenistico nella prima metà del II secolo (probabilmente attorno al 135) e attribuita (pseudoepigraficamente) a Pietro apostolo, che narra del suo viaggio in paradiso e all'inferno guidato dal Signore (Gesù). Non va confusa con un'altra Apocalisse di Pietro, prodotta in ambiente gnostico e conservatasi in lingua copta.
Perduto per secoli, attualmente ne sono conosciute due versioni discordanti: una in greco trovata nel 1886-1887 presso Akhmim in Egitto, e una in ge'ez (la lingua etiopica classica) trovata nel 1910.

## Canonicità
Non compare in alcun canone biblico moderno ed è considerata, dal punto di vista religioso, un apocrifo del Nuovo Testamento.
Il padre della Chiesa Clemente Alessandrino (attivo alla fine del II secolo) la considerava Sacra Scrittura; il Canone muratoriano la accetta tra le opere ispirate, unica apocalisse oltre a quella di Giovanni. Al contrario, Eusebio di Cesarea (IV secolo) la considera un'opera spuria, sebbene non eretica.

## Composizione
La citazione dell'Apocalisse di Pietro come Sacra Scrittura da parte di Clemente suggerisce che non fu composta dopo la prima metà del II secolo. L'uso dell'Apocalisse di Esdra (composta intorno all'anno 100) come fonte esclude una composizione anteriore al II secolo. Se nella parabola dell'albero di fico si interpreta l'Anticristo ebreo con Simon Bar Kokheba, la data di composizione più probabile è la metà degli anni 130.
L'origine dell'opera fu probabilmente l'Egitto, come testimoniato da Clemente e come suggerito dal riferimento all'uso egiziano di venerare animali.
La versione etiopica, con le sue rilevanti differenze, fu probabilmente derivata da una versione copta attraverso una traduzione araba.

## Trama
L'Apocalisse secondo Pietro prende avvio dalla richiesta che gli apostoli rivolgono al Cristo risorto di vedere qual è la condizione di un giusto nell'aldilà affinché possano rendere più persuasiva ed efficace la loro predicazione. Subito appaiono due uomini splendenti e bellissimi: gli apostoli domandano dove si trovino i giusti e com'è il loro mondo. Il Signore mostra loro una regione vastissima, «fuori di questo mondo», regione profumata, piena di luce, di fiori, di piante e di frutta di ogni genere; gli abitanti indossano abiti straordinari come il luogo in cui vivono, gioia e gloria erano uguali per tutti. La parte più singolare, nella sua originalità, è la breve ma precisa presentazione del luogo molto squallido, cioè il luogo delle punizioni: sia i puniti sia gli angeli che li puniscono sono avvolti dall'oscurità.
Questo antichissimo scritto è la prima opera cristiana che con brevissime pennellate tratteggi le punizioni inflitte nell'aldilà ai diversi peccatori.
Nella descrizione delle pene, il testo ricorre alla fantasia, ma non indugia nei particolari e non porta tracce di compiacimento; spicca soprattutto il senso di giustizia che lo ispira.
L'impressionante descrizione delle pene e dei luoghi di condanna è frutto della fantasiosa creatività dell'autore, ma sicuramente egli ha attinto anche materiale proveniente da precedenti tradizioni pre-cristiane, oltre che dall'apocalittica giudaica.